# Alidu Seidu
Alidu Seidu (* 4. Juni 2000 in Accra) ist ein ghanaischer Fußballspieler, der bei Stade Rennes in der Ligue 1 spielt.

## Karriere

### Verein
Seidu begann seine fußballerische Ausbildung in der JMG-Abidjan-Akademie an der Elfenbeinküste. Im Sommer 2019 wechselte er nach Frankreich zu Clermont Foot in die Ligue 2. In der Saison 2019/20 spielte er zunächst nur für die zweite Mannschaft. Sein Debüt in der Profimannschaft gab er am 19. September 2020 (4. Spieltag), als er bei einem 1:1-Unentschieden gegen den FC Toulouse spät ins Spiel kam. Bei Clermont wurde er in der Saison immer öfter eingewechselt, und so kam er am Saisonende auf 22 Ligaeinsätze. Mit seiner Mannschaft schaffte er als Zweitplatzierter den Aufstieg in die Ligue 1. Daraufhin debütierte er am 15. August 2021 (2. Spieltag) gegen den ES Troyes AC nach später Einwechslung in der höchsten französischen Spielklasse.
Im Januar 2024 wechselte er ligaintern zu Stade Rennes.

### Nationalmannschaft
Seidu debütierte im Juni 2022 für die ghanaische A-Nationalmannschaft.

## Erfolge
Clermont Foot
- Aufstieg in die Ligue 1: 2021